# Pseudochirella spectabilis
Pseudochirella spectabilis är en kräftdjursart som först beskrevs av Georg Ossian Sars 1900.  Pseudochirella spectabilis ingår i släktet Pseudochirella och familjen Aetideidae. Inga underarter finns listade i Catalogue of Life.